# Ivy Park
Ivy Park é uma empresa e uma linha de roupas de ginástica co-fundada pela cantora estado-unidense Beyoncé e Sir Philip Green, introduzida em 2016.

## História
Uma joint venture da cantora e da Topshop foi anunciada oficialmente em outubro de 2014 e operada sob a empresa Parkwood Topshop Athletic Ltda. Originalmente previsto para o outono de 2015, o lançamento do Ivy Park foi adiado para a primavera de 2016, com uma data oficial de lançamento em 14 de abril de 2016 nas lojas físicas e online.
Em 14 de novembro de 2018, a Parkwood Entertainment adquiriu a propriedade total da marca Ivy Park do co-fundador Green, após denúncias de assédio sexual e abuso racial.

## Lançamento
Em 31 de março de 2016, Beyoncé lançou oficialmente a linha, revelando duas capas para a edição de maio da revista Elle . A edição inclui uma entrevista aprofundada em que a estrela explica seus objetivos para a marca e seu impacto nas mulheres. Ela disse que seu objetivo com a linha é "ultrapassar os limites do vestuário esportivo e apoiar e inspirar mulheres que entendem que a beleza é mais do que sua aparência física". Nesse mesmo dia, Beyoncé também lançou um vídeo promocional, intitulado "Where is your park", que dá aos espectadores um vislumbre de sua rotina de exercícios, amostras da linha de roupas e uma narração explicando a origem e o significado da marca e seu nome: Ivy, representando sua filha Blue Ivy Carter e Park, representando Parkwood Park em Houston, onde Beyoncé costumava se exercitar e encontrar força pessoal. Ela elaborou no vídeo: 
 Eu acordava de manhã e meu pai batia à minha porta, dizendo que era hora de correr. Lembro-me de querer parar, mas me esforçava para continuar. Isso me ensinou disciplina. E eu pensaria nos meus sonhos. Eu pensaria nos sacrifícios que meus pais fizeram por mim. Eu pensava na minha irmãzinha e em como eu era a heroína dela. Eu olhava para a beleza ao meu redor, o sol brilhando através das árvores. Eu continuaria respirando. Há coisas das quais eu ainda tenho medo. Quando tenho que conquistar essas coisas, ainda volto a esse parque. Antes de subir ao palco, volto a esse parque. Quando chegou a hora de dar à luz, voltei àquele parque. O parque tornou-se um estado de espírito . O parque se tornou minha força. O parque é o que me fez quem eu sou. Onde fica o seu parque? 
 A linha de roupas esportivas inclui tops, calças, roupas de banho e acessórios que variam de US $ 30 a US $ 200.

## Ivy Park x Adidas
Em 4 de abril de 2019, Beyoncé anunciou uma colaboração entre Ivy Park e Adidas. Marcou o relançamento da marca Ivy Park depois de cortar os laços com a varejista Topshop. Em uma declaração que ela lançou no site oficial do Ivy Park, por Beyoncé, afirma: "Esta é a parceria de uma vida para mim. . . A Adidas teve um tremendo sucesso ao ultrapassar limites criativos. Compartilhamos uma filosofia que coloca a criatividade, o crescimento e a responsabilidade social na vanguarda dos negócios. Estou ansioso para relançar e expandir o Ivy Park em uma escala verdadeiramente global com um líder dinâmico e comprovado ". O relançamento também teve como objetivo colocar sapatos, equipamentos de desempenho e roupas de estilo de vida.

### Promoção
Uma semana antes do lançamento oficial da colaboração, Beyoncé enviou várias caixas laranja para celebridades e fãs que a promoveram. As caixas variavam em tamanho, desde prateleiras de roupas em grande escala com as peças mais notáveis até caixas menores que incluíam sapatos. Entre as celebridades que receberam a caixa estão Ellen DeGeneres, Cardi B, Kendall Jenner, Ciara, Missy Elliott, Reese Witherspoon e Hailey Bieber.

### Recepção
Horas após o lançamento da pré-venda em 17 de janeiro de 2020, a colaboração foi oficialmente vendida no site da Adidas. A linha estava disponível em lojas selecionadas da Adidas em todo o mundo, bem como nas lojas da Bloomingdale, Nordstrom, Foot Locker e Finish Line nos Estados Unidos, em 18 de janeiro, mas também esgotou rapidamente. Muitos fãs expressaram sua frustração e culparam a "sala de espera" virtual da Adidas por não poder comprar nenhum item por causa do pouco tempo que levou para esgotar.
Matt Powell, analista sênior de calçados do NPD Group, diz que Ivy Park x Adidas pode eventualmente superar as vendas de outras colaborações da Adidas, incluindo Yeezy por Kanye West.

## Controvérsia
No início de maio de 2016, uma reportagem de primeira página do jornal britânico The Sun apresentava alegações de que as fábricas de Ivy Park no Sri Lanka estavam explorando seus trabalhadores pagando a eles US$ 6,17 por dia, abaixo do que eles alegavam ser o salário mínimo diário. Um representante da Ivy Park respondeu às alegações dizendo: "A Ivy Park tem um rigoroso programa de comércio ético. Estamos orgulhosos de nossos esforços contínuos em termos de inspeções e auditorias de fábrica, e nossas equipes em todo o mundo trabalham em estreita colaboração com nossos fornecedores e suas fábricas para garantir a conformidade ". Conforme analisado pela CBS News, o salário mínimo diário no Sri Lanka era de US$ 2,68, o que significava que os trabalhadores estavam ganhando o dobro do padrão.  